# WD 0806-661
WD 0806-661 (GJ 3483) — звезда в созвездии Летучей Рыбы. Находится на расстоянии около 62 световых лет от Солнца. Вокруг белого карлика обращается коричневый карлик.

## Характеристики
WD 0806-661 представляет собой очень тусклый углеродный белый карлик с массой 0,62 массы Солнца. Спектральный класс — DQ D. Светимость неизвестна. Нынешний облик звезды является конечным этапом звёздной эволюции. По сути, сейчас WD 0806-661 — углеродное ядро звезды, сбросившей внешнюю оболочку при катастрофическом событии, называемом вспышка новой. По расчётам, предыдущая масса звезды составляла приблизительно 2,1 массы Солнца.

## WD 0806-661 B
В 2011 году вышла статья о том, что на снимках инфракрасного телескопа Спитцер, сделанных в 2004 и 2009 годах, около белого карлика WD 0806-661 был обнаружен слабый объект — всего на одну звёздную величину тусклее самого тусклого коричневого карлика. Он находится на чрезвычайно далёком расстоянии от своей звезды — 375 млрд км (примерно 2500 а.е.). По анализу данных была определена температура — 300 К (около 30 градусов Цельсия) и масса объекта — 7 масс Юпитера. Период обращения неизвестен.
Изображения WD 0806-661 B в ближней инфракрасной области были получены с помощью широкоугольной камеры космического телескопа Хаббл 8 и 9 февраля 2013 года. WD 0806-661 B не был классифицирован спектроскопически, но он, вероятно, имеет спектральный тип Y, поскольку его светимость меньше, чем у большинства подтверждённых коричневых карликов спектрального типа Y. Спектроскопия WD 0806-661 B будет необходима для того, чтобы в полной мере использовать его потенциал в качестве эталона для тестирования модельных атмосфер самых холодных коричневых карликов.